# Huernia clavigera
Huernia clavigera là một loài thực vật có hoa trong họ La bố ma. Loài này được (Jacq.) Haw. mô tả khoa học đầu tiên năm 1819.